# 고바야시 쇼타
고바야시 쇼타(일본어: 古林 将太, 1991년 5월 11일 ~ )는 일본의 축구 선수이다.

## 구단 경력
그는 2010년부터 202년까지 J리그의 쇼난 벨마레, 더스파 구사쓰, 나고야 그램퍼스, 베갈타 센다이, 후쿠시마 유나이티드 FC에서 활동하였다.